# Dujfan Iangsuwanpatema
Dujfan Iangsuwanpatema (Thai: ดุจฝัน เอื้องสุวรรณปัทมะ; * um 1975) ist eine thailändische Badmintonspielerin.

## Karriere
Dujfan Iangsuwanpatema siegte ihrer Heimat 1993 bei den thailändischen Meisterschaften im Damendoppel mit Ruksita Sookboonmak. Zwei Jahre später erkämpften sich beide gemeinsam ihren größten internationalen Erfolg, als sie bei den Südostasienspielen 1995 im Damendoppel die Bronzemedaille gewannen.

## Sportliche Erfolge
| Saison | Veranstaltung               | Disziplin   | Platz | Name                                         |
| ------ | --------------------------- | ----------- | ----- | -------------------------------------------- |
| 1993   | Thailändische Meisterschaft | Damendoppel | 1     | Dujfan Iangsuwanpatema / Ruksita Sookboonmak |
| 1995   | Südostasienspiele           | Damendoppel | 3     | Dujfan Iangsuwanpatema / Ruksita Sookboonmak |